# Location-scouting

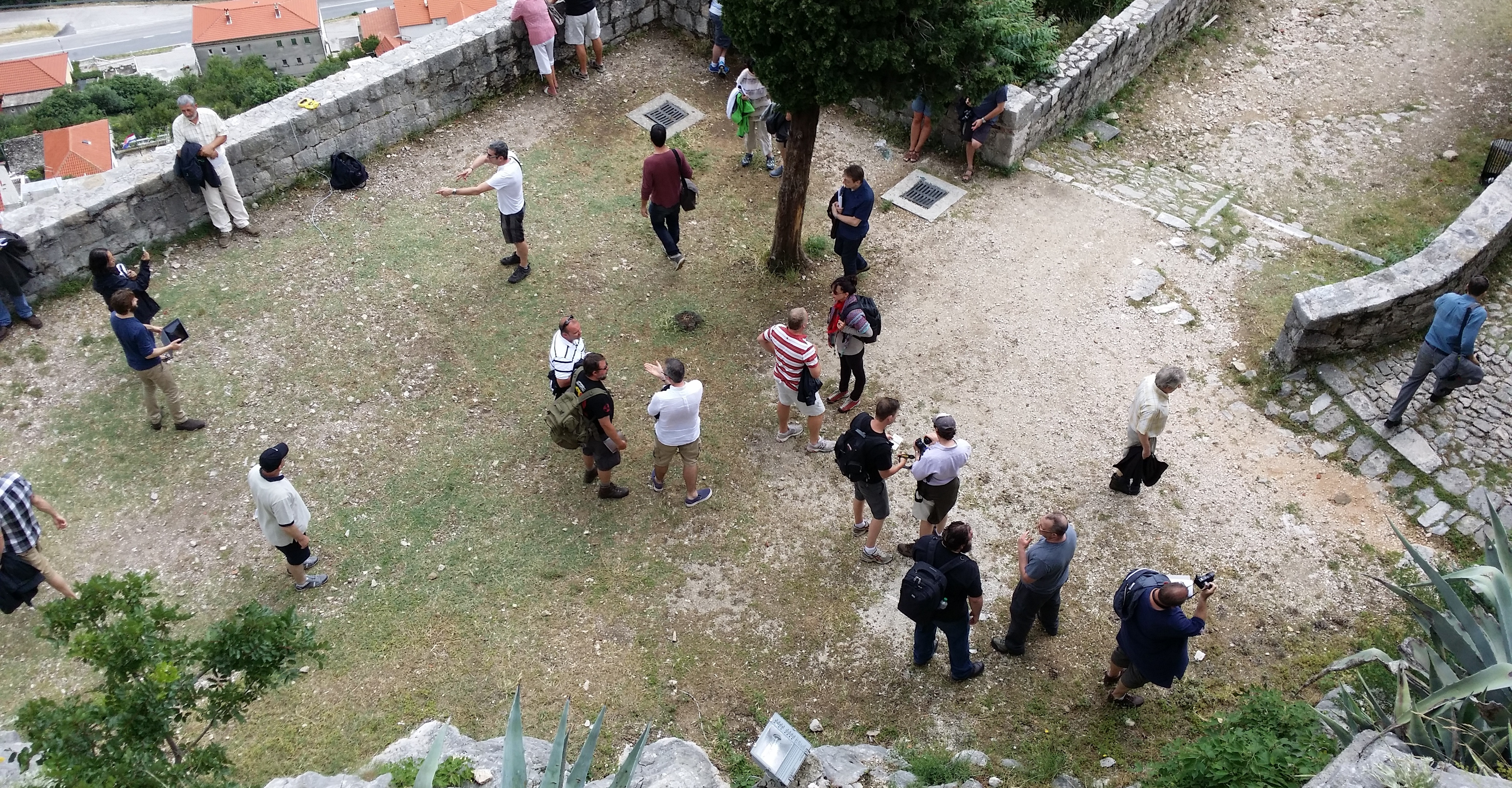
Location-scouting inför inspelandet av den femte säsongen av Game of Thrones vid Klisfästningen i Kroatien.

Location-scouting är det att leta efter en fysisk inspelningsplats inför filminspelning.